# Hora

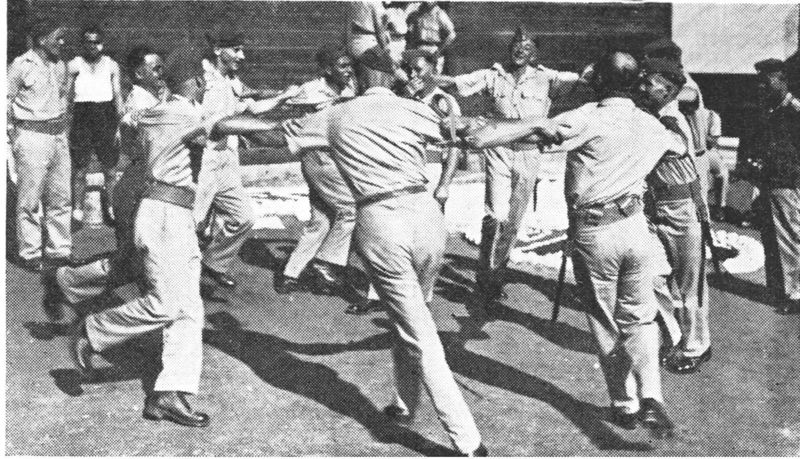

Hora – taniec grupowy tańczony w wielu krajach. Jego nazwa wywodzi się ze starożytnego tańca greckiego Chorea.

## Hora w Rumunii i Mołdawii
Hora jest tradycyjnym tańcem rumuńskim, żydowskim , bułgarskim oraz mołdawskim tańczonym w dużym, zamkniętym kręgu. Tancerze trzymają się za ręce i wykonują sekwencję trzech kroków do przodu, i jednego do tyłu – w ten sposób krąg się obraca, z reguły zgodnie z ruchem wskazówek zegara. Tańcowi zwykle towarzyszy akompaniament z użyciem takich instrumentów, jak cymbały, akordeon, skrzypce, altówka, kontrabas, saksofon, trąbka, a nawet fletnia Pana.
Hora jest popularnym tańcem uroczystości weselnych, festiwali, a także rozrywką w środowisku wiejskim.

## Hora w Izraelu
Hora jest popularnym żydowskim tańcem ludowym.
Uczestniczy tworzą okręg i, trzymając się za ręce, lewą stopą robią krok do przodu w prawym kierunku, później dołączając do stopy lewej stopę prawą. Chwilę później cofają lewą stopę i następnie stopę prawą. Kroki te wykonuje się podczas szybkiego i radosnego ruchu w kręgu. W dużych grupach można utworzyć kilka kręgów – wtedy te mniejsze zawarte są w większych.
Początkowo hora była popularna głównie w kibucach i mniejszych społecznościach, później zaczęła być stałym elementem ślubów, uroczystości i tańców grupowych w całym Izraelu.
Hora może być wykonywana do wielu tradycyjnych klezmerskich i żydowskich pieśni ludowych. Zazwyczaj jest tańczona do muzyki Hawa nagila, pieśni popularnej i szeroko znanej w Izraelu i na świecie.